# Stereochlaena
Stereochlaena es un género de plantas herbáceas de la familia de las gramíneas o poáceas.  Es originario del este de África tropical. Comprende 6 especies descritas y de estas, solo 4 aceptadas.

## Taxonomía
El género fue descrito por Eduard Hackel y publicado en Proceedings of the Rhodesia Scientific Association 7(2): 65. 1908. La especie tipo es:  Stereochlaena jeffreysii Hack.   

## Especies aceptadas
A continuación se brinda un listado de las especies del género Stereochlaena aceptadas hasta noviembre de 2014, ordenadas alfabéticamente. Para cada una se indica el nombre binomial seguido del autor, abreviado según las convenciones y usos.	
- Stereochlaena annua Clayton
- Stereochlaena caespitosa Clayton
- Stereochlaena cameronii (Stapf) Pilg.
- Stereochlaena tridentata Clayton